# شهرستان کاتاراگوس (نیویورک)
شهرستان کاتاراگوس (به انگلیسی: Cattaraugus) واقع در ایالت نیویورک است. جمعیت این شهرستان بر اساس سرشماری سال ۲۰۱۰ آمریکا ۸۰۳۱۷ نفر گزارش شده‌است. مرکز شهرستان کاتاراگوس شهر لیتل والی است.این شهرستان در سال ۱۸۰۸ بنیانگذاری شده‌است.